# ميلفيل كلايد كيلي
ميلفيل كلايد كيلي (بالإنجليزية: Melville Clyde Kelly)‏ هو ناشر وسياسي أمريكي، ولد في 4 أغسطس 1883 في مقاطعة مسكنغم في الولايات المتحدة، وتوفي في 29 أبريل 1935 في بنسيلفانيا في الولايات المتحدة. حزبياً، نشط في الحزب الجمهوري. وقد انتخب عضو مجلس نواب بنسيلفانيا وانتخب عضو مجلس النواب الأمريكي.